# Kingston (condado de Plymouth)
Kingston es un lugar designado por el censo ubicado en el condado de Plymouth en el estado estadounidense de Massachusetts. En el Censo de 2010 tenía una población de 5.591 habitantes y una densidad poblacional de 344,07 personas por km².

## Geografía
Kingston se encuentra ubicado en las coordenadas 41°59′46″N 70°43′18″O / 41.99611, -70.72167. Según la Oficina del Censo de los Estados Unidos, Kingston tiene una superficie total de 16.25 km², de la cual 12.44 km² corresponden a tierra firme y (23.43%) 3.81 km² es agua.

## Demografía
Según el censo de 2010, había 5.591 personas residiendo en Kingston. La densidad de población era de 344,07 hab./km². De los 5.591 habitantes, Kingston estaba compuesto por el 95.62% blancos, el 1.29% eran afroamericanos, el 0.21% eran amerindios, el 0.79% eran asiáticos, el 0% eran isleños del Pacífico, el 0.77% eran de otras razas y el 1.32% pertenecían a dos o más razas. Del total de la población el 1.07% eran hispanos o latinos de cualquier raza.